# (1104) Syringa
(1104) Syringa és l'asteroide número 1104 situat en el cinturó principal. Va ser descobert per l'astrònom Karl Wilhelm Reinmuth des de l'observatori de Heidelberg, el 9 de desembre de 1928. La seva designació alternativa és 1928 XA. Deu el seu nom a un gènere de liles, el nom científic de les quals és Syringa vulgaris.